# Jana Kimlová
Jana Kimlová ist eine ehemalige tschechische Kinderschauspielerin, die in den Jahren zwischen 1991 und 1995 in mehreren Fernsehserien mitgewirkt hat. Dazu zählen Die Rückkehr der Märchenbraut, Bylo nás pet und Aneta.